# Асуа
Асуа (ісп. Azua) — провінція у Домініканській Республіці.

## География
Провінція розташована на південному заході країни, на узбережжі Атлантичного океану. З півночі територія Асуа обмежена гірськими хребтами Кордильєра-Сентраль та Сьєрра-де-Мартін-Гарсія. Найвищими точками провінції є гори Тіна (2186 м) та Бусу (1340 м).
Провінція Асуа межує з провінціями Бараона, Баоруко, Сан-Хуан, Ла-Вега, Сан-Хуан-де-Окоа та Перавія. Адміністративний центр — місто Асуа-де-Компостела.

## Історія
Асуа-де-Компостела було засновано 1504 року іспанським конкістадором Дієго Веласкесом де Куельяром, який згодом завоював Кубу для іспанської корони. Таким чином Асуа-де-Компостела є одним із перших європейських поселень у Новому Світі. Після сильного землетрусу 19 жовтня 1751 року, що цілковито зруйнував місто, Асуа-де-Компостела було перенесено на нове місце.
Після проголошення незалежності Домініканської Республіки 1844 року провінція Асуа входила до складу перших 5-ти провінцій країни та включала до свого складу низку територій, що нині є іншими провінціями.

## Адміністративний поділ
В адміністративному сенсі провінція Асуа поділяється на 10 муніципалітетів.
| №     | Муніципалітет      | Населення, осіб (2012) |
| ----- | ------------------ | ---------------------- |
| 1     | Асуа               | 128 264                |
| 2     | Естебанія          | 10 154                 |
| 3     | Гуайабал           | 3965                   |
| 4     | Лас-Чаркас         | 9254                   |
| 5     | Лас-Яяс-де-Віяхама | 7142                   |
| 6     | Падре-Лас-Касас    | 40 545                 |
| 7     | Пералта            | 8596                   |
| 8     | Пуебло В'єхо       | 8251                   |
| 9     | Сабана Єгуа        | 26 552                 |
| 10    | Табара Арріба      | 14 258                 |
| Разом |                    | 256 981                |

## Економіка
Найважливішу роль в економіці провінції відіграє сільське господарство. Там вирощують переважно бобові, банани, каву й овочі, які частково йдуть на експорт. Налагоджено промислову переробку помідорів. На узбережжі розвинуто рибальство. Через порт Пуерто-В'єхо проводиться імпорт нафти, там збудовано завод з її переробки. Туризм розвинутий слабко.